# Trichomanes aureovestitum
Trichomanes aureovestitum là một loài dương xỉ trong họ Hymenophyllaceae. Loài này được Proctor mô tả khoa học đầu tiên năm 1953.
Danh pháp khoa học của loài này chưa được làm sáng tỏ. 